# Leopoldo de Gregorio y Paternó
Leopoldo de Gregorio y Paternó, Marquês de Vallesantoro (Barcelona, 18 de fevereiro de 1749 - Madrid, 9 de setembro de 1819) foi Vice-rei de Navarra. Exerceu o vice-reinado de Navarra de 1807 a 1808. Antes dele o cargo foi exercido por Jerónimo Girón y Moctezuma. Seguiu-se-lhe, em 1814 José Manuel de Ezpeleta. Entre 1808 e 1813, O Reino esteve debaixo do comando de generais franceses a quando das Guerras Napoleónicas.